# 這條街
《這條街》（この街）是森高千里於1990年發行的歌曲，由森高千里作詞及主唱，齊藤英夫作曲及編曲。最初收錄在1990年10月17日的專輯《古今東西》，1991年2月10日與〈學習之歌〉（勉強の歌）一併收錄於雙A面單曲〈學習之歌／這條街 (HOME MIX)〉。
℃-ute的翻唱版本於2013年發行。

## ℃-ute的翻唱版本
日本女子偶像組合℃-ute的第20張單曲，於2013年2月6日由zetima發售。

### 概要
- 《這條街》是繼《捎來夏日問候》以來第2首翻唱歌曲。
- A面曲《這條街》、B面曲《雨》和《飛俠》全是歌手森高千里的歌曲。[2]
- 此單曲有5個版本，分別有「初回生產限定盤A - D」和「CD ONLY」。初回生產限定盤A和C收錄了《這條街》的PV。
- 「初回生產限定盤A - B」和「CD ONLY」收錄了B面曲《雨》，由矢島舞美主唱[2]；「初回生產限定盤C - D」收錄了B面曲《飛俠》；「CD ONLY」收錄了B面曲《這條街（Dance Groove Ver.）》。
- 在2013年2月18日於Oricon公信榜單曲週榜取得第4名。[1]℃-ute從出道單曲《櫻花乍現》開始，連續20張單曲達到週榜排名第10名或以上的紀錄。

### 收錄内容

#### CD
全作詞：森高千里

##### 初回生產限定盤A - B
1. 這條街 [5:13]
（作曲：齊藤英夫、編曲：平田祥一郎（日语：平田祥一郎））
2. 雨 [4:39]
（作曲：松浦誠二、編曲：板垣祐介（日语：板垣祐介））
矢島舞美主唱
3. 這條街 (Instrumental)

##### 初回生產限定盤C - D
1. 這條街
2. 飛俠 [3:48]（ハエ男）
（作曲：森高千里、編曲：藤澤慶昌（日语：藤澤慶昌））
3. 這條街 (Instrumental)

##### CD ONLY
1. 這條街
2. 這條街（Dance Groove Ver.） [3:50]
（作曲：齊藤英夫、編曲：平田祥一郎）
3. 這條街 (Instrumental)

#### DVD

##### 初回生產限定盤A
1. 這條街（Another Edition）
2. 這條街（Close-up Ver.）

##### 初回生產限定盤C
1. 這條街（Another Edition）
2. 這條街（5shot Ver.）

## 外部連結
- ℃-ute「這條街」發佈特設網站（日語）
- UP FRONT WORKS 唱片目錄 - 這條街（℃-ute） （页面存档备份，存于）（日語）
- YouTube上的℃-ute 『この街』 (MV)
- YouTube上的矢島舞美 (℃-ute) 『雨』 (Close-up Ver.)
- YouTube上的森高千里 この街 (MV)